# Tisza partján mandulafa virágzik
A Tisza partján mandulafa virágzik kezdetű magyar népdalt Lajtha László gyűjtötte a Hont vármegyei Ipolybalogon 1913-ban.
Feldolgozások:
| Szerző       | Mire        | Mű                      | Előadás |
| ------------ | ----------- | ----------------------- | ------- |
| Bárdos Lajos | egynemű kar | Tisza partján, I. dal   | [ 1 ]   |
| Bárdos Lajos | vegyeskar   | Tiszai dallamok, I. dal | [ 2 ]   |

## Kotta és dallam
| Tisza partján jegenyefa virágzik. A virágja vízbe hull és elázik. Teremjen a jegenyefa jegenyét, jegenyét. Csongorádon nevelik a szép legényt. | Változatok: 1) 2) |